# .ck

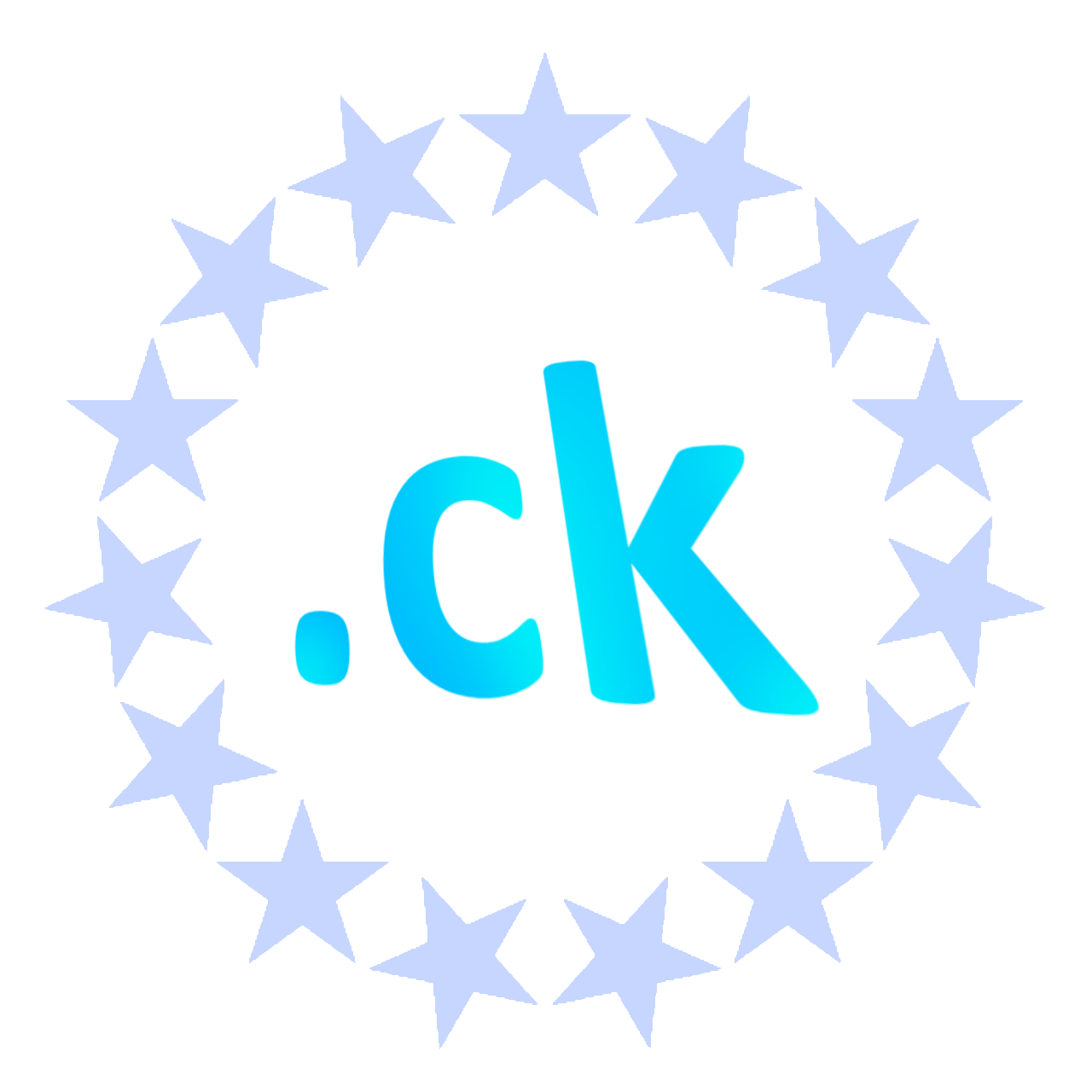
Imagen que representa el dominio.

.ck es el dominio de nivel superior geográfico (ccTLD) para Islas Cook.